# Kasuarfugle
Casuariiformes er en orden af fugle, der består af to familier med i alt cirka fire arter. Familierne har traditionelt været en del af strudsefuglene, men på baggrund af DNA-undersøgelser er det foreslået, at de skal tilhøre deres egen orden.

## Familier
De to familier i ordenen Casuariiformes:
- Emuer (1 art)
- Kasuarer (3 arter)

## Billeder
|                                         |
| Æg af hjelmkasuar (Casuarius casuarius) |

|                                |
| Emu (Dromaius novaehollandiae) |